# Manakara
Manakara, grad i luka s 35 905 stanovnika na jugoistoku Madagaskara, upravno središte Regije Vatovavi-Fitovinani i Distrinkta Manakara-Atsimo u Provinciji Fianarantsoi. 

## Povijest
U kolonijalnom razdoblju Manakara je bila malo ribarsko selo s okolinom punom velikih plantaža kave.
Nakon izgradnje željezničke pruge Fianarantsoa-Côte Est (FCE) koja ju povezuje s Fianarantsoom udaljenom oko 110 km na malgaškoj visoravni u unutrašnjosti 1936. godine Manakara prerasta u važnu luku u tom dijelu Madagaskara za izvoz kave i klinčića iz unutrašnjosti.
Većinsko stanovništvo su pretežno islamski narod Antaimoro, a pored njih u gradu žive i brojni doseljenici pripadnici malgaških naroda Antaisake, Betsileo, Merina i Betsimisarake uz dosta Kineza i Europljana. U gradu su brojne luteranske i katoličke crkve.

## Geografska i klimatska obilježja
Manakara se nalazi na jugoistoku Madagaskara na obali Indijskog oceana. Grad leži uz obale rijeke Manakare koja ga dijeli na dva dijela na nadmorskoj visini 10 metara. Udaljen je oko 362.79 km zračne linije u pravcu jugoistoka od glavnog grada Madagaskara Antananariva, ali cestama 950 km (preko 12 sati vožnje) jer treba voziti preko Farafagane državnim cestama 7 i 12.
Klima je oceanska s primjesama tropske, prosječna dnevna temperatura je oko 27°C. Može varirati od 10°C do 32°C.

## Gospodarstvo i promet
Manakara ima malu morsku luku, koja je krajnja točka željezničke pruge Fianarantsoa-Côte Est (FCE). Luka je izgrađena u estuariju rijeke Manakare jer je to jedino sigurno mjesto za sidrenje brodova u tom dijelu Indijskog oceana. Grad ima i luku na umjetnom kanalu Canal des Pangalanes koji je plovni put za manje brodove duž istočne obale Madagaskara.
Grad posjeduje malu zračnu luku (IATA: WVK) koja je jedinstvena po tome što njenu pistu presjeca željeznička pruga.
Najveći poslodavac u Manakari je luka, uz to razvijeno je ribarstvo i poljoprivreda. U posljednje vrijeme razvija se turizam jer Manakara ima dojmljive plaže i gotovo nedirnutu prirodu.

## Vanjske poveznice
- Manakara na Encyclopædia Britannica
- Luka Manakara, na portalu ports.com
- Fotografije Manakare na portalu travelpod